# مارفل ضد كابكوم 2: عصر الأبطال الجديد
مارڤل ضد كابكوم 2: عصر الأبطال الجديد
مارڤل ضد كابكوم (باللغة اليابانية: マーヴル VS カプコン) (باللغة الإنجليزية: Marvel vs. Capcom) مارڤ‍ل ڤ‍ِس كابكوم تو: نيو إيج أُف هيروز (باللغة العربية تعني: مارڤل ضد كابكوم 2: عصر الأبطال الجديد) (باللغة اليابانية تُكتب: マ ー ヴ ル VS. カ プ コ ン 2 ニ ュ ー エ イ ジ オ ブ ヒ ー ロ ー ズ) (باللغة اليابانية تُقرأ: Māvuru bāsasu Kapukon Tsū: Nyū Eiji obu Hīrōzu) والاسم الرسمي المُعلن (Marvel vs. Capcom 2: New Age of Heroes).
وهي إحدى سلسلة حلقات لعبة القتال المتقاطعة مارڤ‍ل ضد كابكوم وكابكومز، وهي الدفعة الرابعة في كُل من سلسلة مارڤ‍ل مقابل كابكوم وكابكومز، تم تطويرها ونشرها بواسطة كابكومز؛ والتي تضم شخصيات من كل من امتيازات ألعاب الفيديو كابكومز، وسلسلة الكتب المصورة التي نشرتها مارفل كوميكس. تم إصدار اللعبة في الأصل في اليابان في عام 2000، وتلقت اللعبة منافذ إلى أجهزة دريم كاست وبلاي ستيشن 2 وبلاي ستيشن 3 وإكس بوكس وإكس بوكس 360 وآي أو إس على مدار اثني عشر عاماً.
في مارفل وكابكوم 2، يختار اللاعبون فريقاً من الشخصيات من عوالم مارفل وكابكوم، للانخراط في القتال ومحاولة القضاء على خصومهم. بينما تستخدم اللعبة ميكانيكا، لعبة قائمة على (فريق العلامات) مماثلة للتكرار السابق للسلسلة، مارفل ضد كابكوم: صراع الأبطال الخارقين، كما إنها تتميز بالعديد من التغييرات المهمة، مثل أسلوب اللعب ثلاثي اللاعبين، ونظام مساعدة الشخصيات الجديد، ونظام تحكم أكثر بساطة. يستخدم العمل الفني للشخصية النقوش المتحركة ثنائية الأبعاد التقليدية، بينما يتم تقديم الخلفيات والتأثيرات المرئية في صورة ثلاثية الأبعاد. وهذا يجعل لعبة مارفل وكابكوم 2 أول لعبة في الامتياز تتميز برسومات 2.5D.
تلقت اللعبة تعليقات إيجابية من النقاد، الذين أشادوا بطريقة اللعب والمرئيات، وقائمة الشخصيات، بينما إنتقدوا الموسيقى التصويرية والافتقار الأولي للدعم متعدد اللاعبين عبر الإنترنت خارج اليابان. كما أنها تُعتبر واحدة من أفضل ألعاب القتال على الإطلاق. بعد إصدارها، فقدت كابكوم استخدام ترخيص مارفل كوميكس، مما أدى إلى توقف السلسلة لمدة عشر سنوات. في أبريل 2010 ، أعلنت كابكوم عن تطوير تكملة، مارفل وكابكوم 3: مصير عالَمين والتي تم إصدارها لاحقاً في فبراير2011.

## طريقة اللعب
مارفل مقابل كابكوم 2: عصر جديد للأبطال، هي الدفعة الرابعة في سلسلة مارفل مقابل كابكوم لألعاب القتال القائمة على الفريق. يختار اللاعبون فريقاً من ثلاث شخصيات للتنافس في معركة فردية، على عكس الفرق المكونة من شخصيتين في الإدخال السابق لسلسلة مارفل ضد كابكوم: صراع الأبطال الخارقين. تُقدم اللعبة إصداراً أكثر دقة من «النظام المتغير» المُستخدم في ألعاب مارفل ضد كابكوم السابقة، والذي يَسمح للاعبين بالإشارة إلى أعضاء الفريق الآخرين في أي وقت أثناء المباراة. على عكس مارفل ضد كابكوم: صراع الأبطال الخارقين، التي تتميز بشخصيات شريكة غير قابلة للعب يمكن للاعب استدعاءها متى شاء، تعيد مارفل ضد كابكوم2. تنفيذ آلية «اللعب المساعدة المتغيرة» التي تم تقديمها في مارفل: صراع الأبطال قتال الشوارع، مما يسمح للاعبين بالإتصال بأحد من أعضاء فريقهم خارج الشاشة لأداء حركة خاصة واحدة لمساعدتهم. تمتلك كل شخصية قابلة للعب ثلاثة أنواع مختلفة من التمريرات، يُشار إليها بالأحرف (اليونانية α و β و γ)، والتي يُمكن أن تتراوح من الهجمات المقذوفة إلى حركات الشفاء. تتلقى الشخصيات المساعدة ضرراً إضافياً إذا ضربها الخصم. بينما تتقاتل الشخصيات، فإن أعضاء الفريق غير المشاركين في اللعب سوف يجددون مقاييس حياتهم ببطء. تستمر المباراة حتى تَنفُذ حيوية فريق واحد من جميع المقاتلين الثلاثة؛ إذا وصل مؤقت المباراة إلى الصفر قبل خروج أي من الفريقين، فإن اللاعب صاحب أكبر صحة متبقية هو الفائز. حيث سيتم ملء مقياس «هايبر كومبو» تدريجياً، عندما يكون العداد ممتلئًا، يمكن للاعب إستخدامه لأداء العديد من التقنيات الخاصة، مثل «المجموعات المفرطة»، والهجمات القوية التي تُسبب أضراراً جسيمة؛ «المجموعات المفرطة المتأخرة» هي التي تسمح للاعب بتنفيذ مجموعات متعددة مفرطة على التوالي؛  و«التركيبات المتغيرة» هي التي تستدعي فريق اللاعب بأكمله لاستخدام المجموعات الفائقة في وقت واحد. تُقدم اللعبة أيضاً آلية لعب جديدة تسمى «سناباك»، والتي تُجبر الخصم على تبديل الشخصيات. تتميز لعبة مارفل ضد كابكوم2 بنسخة معدلة من نظام التحكم المكون من ستة أزرار من صراع الأبطال الخارقين. بدلاً من ستة أزرار هجوم مفصولة على شكل ثلاثة أزواج من اللكمات والركلات المنخفضة والمتوسطة والعالية القوة، تستخدم اللعبة إعداداً من أربعة أزرار للهجوم واثنين من أزرار المساعدة.

### الأساليب

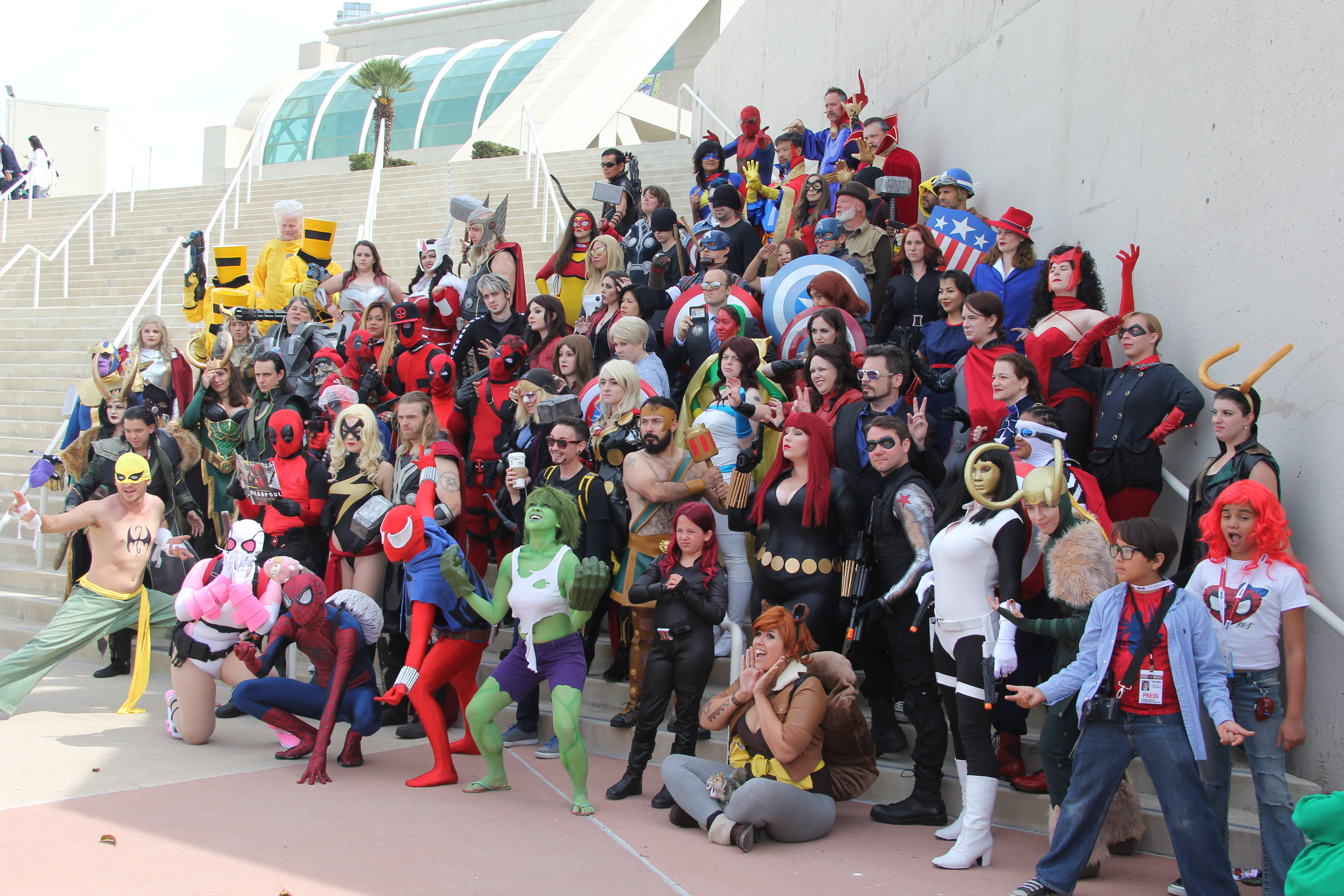

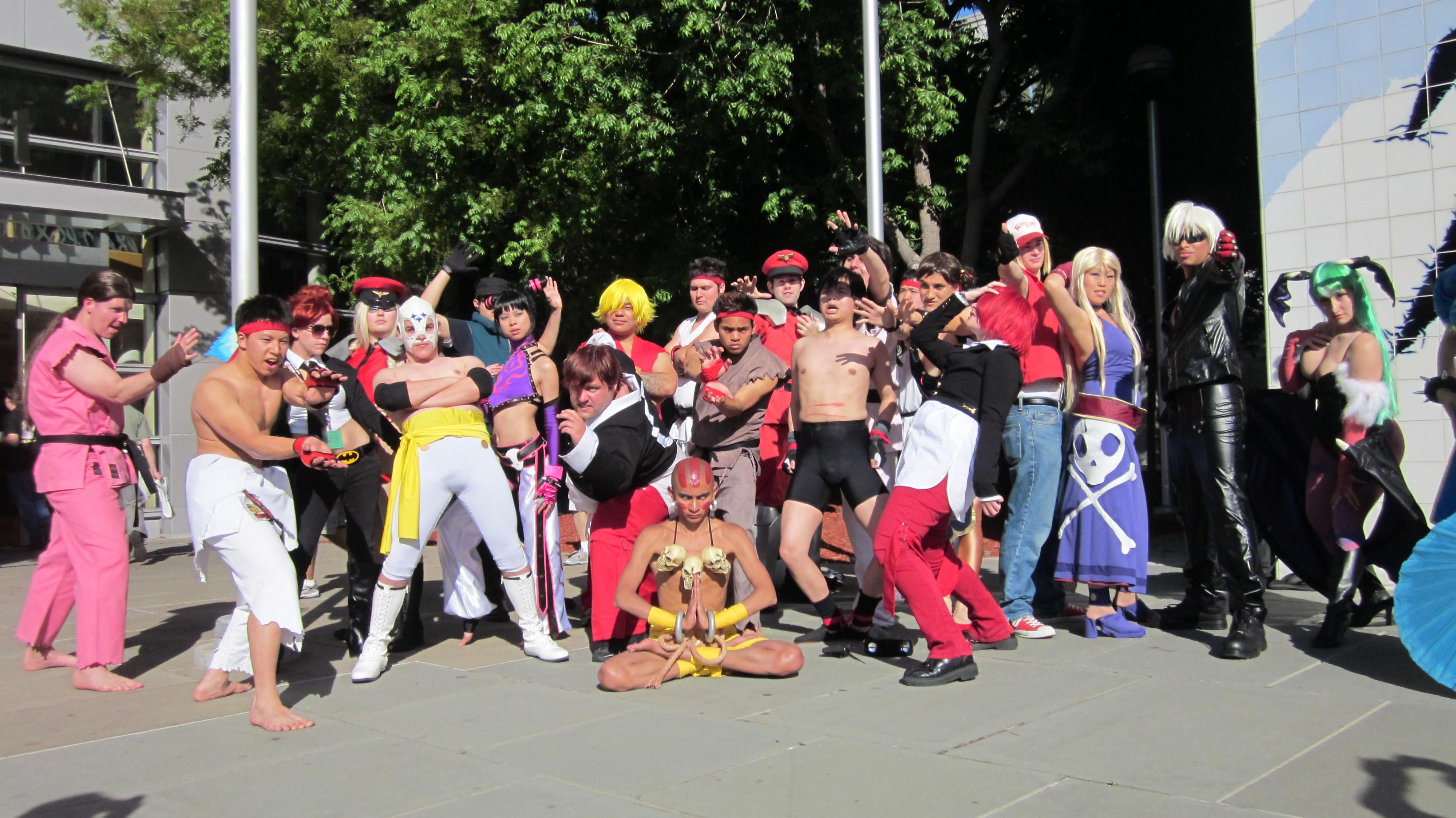

تتميز لعبة مارفل ضد كابكوم2: صراع الأبطال الخارقين. بأوضاع لعب فردية ومتعددة اللاعبين. تحتوي اللعبة على وضع «أركيد»، حيث يجب على اللاعب هزيمة سبعة فرق يتحكم فيها الذكاء الاصطناعي للوصول إلى شخصية الزعيم النهائي، «آبيس»، الذي يمارس ثلاثة أشكال مختلفة. على عكس الألعاب السابقة في السلسلة، ليس لدى مارفل ضد وضع «فيرسوس» مقابل الوضع «مود» الذي يسمح للاعبين بالتنافس ضد بعضهما البعض. يمكن للاعبين ممارسة الحركات والمجموعات في وضع التدريب، حيث يمكنهم أيضاً ضبط إعدادات معينة، مثل عدد الأشرطة المتوفرة في مقياس هايبر كومبو. يسجَل الهجوم على غرار وضع «أركيد»، يوضع اللاعب في مواجهة موجات من الشخصيات التي يتحكم فيها الذكاء الاصطناعي؛ ومع ذلك، فإن الهدف الرئيسي هو تجميع أعلى درجة ممكنة دون استخدام مستمر.
إصدار الآركيد من مارفل ضد كابكوم2 يتضمن نظام خبرة يفتح الشخصيات المخفية بعد ربح عدد معين من نقاط الخبرة. تمت إزالة هذا النظام في إصدارات وحدة التحكم لصالح قائمة «العامل السري»، حيث يمكن للاعب شراء الشخصيات المخفية وخلفيات المسرح وأنظمة الألوان باستخدام النقاط المكتسبة من خلال اللعب العادي. يتميز كلا الإصدارين بلاي ستيشن 3 وإكس بوكس 360 بوجود تعدد اللاعبين عبر الإنترنت، والذي يتضمن مباريات اللاعبين والمباريات المصنفة وردهات الانتظار. الإصدار الياباني من مارفل ضد كابكوم2 لـ دريم كاست أظهر أيضاً اللعب عبر الإنترنت من خلال شبكة «خدمة المباراة» التابعة لـكابكوم؛ ومع ذلك، فقد كان يقتصر على نظامين مختلفين من دريم كاست.
| شخصيات مارفل                                                                                            | |
| بلاك هارتكابل كابتن أمريكا كولوسس سايكلوبس دكتور دوم غامبيت هولك آيس مان آيرون مان جوغرنات ماغنيتو مارو | أوميغا ريدبسيلوك روغو سابرتوث سينتاينل شوما غوراث سيلفر ساموراي سبايدر مان سبيرال ستورم ثانوس فينوم وور ماشين ولفرين |

| شخصيات كابكوم | شخصيات كابكوم |
| --- | --- |
| أكوماأمينغو أناكاريس بي بي هود كامي وايت كابتن كوماندو شارلي ناش شون لي دان هيبيكي دالسيم فيليسيا جولي هاياتو كانزاكي جيل فالنتاين | جين ساوتمكين ماسترز إم. بايسوم ميغا مان موريجان أنسلاند رول روبي هارت ريو ساكورا كاسوغانو سيرف بوت سون سون سترايدر هيريو ترون بون زانغيف |

### الشخصيات القابلة للعب
راجع أيضاً: الشخصيات في سلسلة مارفل (مارفل ضد كابكوم 2: عصر جديد للأبطال)
مارفل ضد كابكوم 2: صراع الأبطال الخارقين يحتوي على قائمة تضم 56 شخصية قابلة للعب. تضم القائمة شخصيات من مختلف خصائص مارفل كوميكس، مثل المنتقمون وإكس مان، وامتيازات ألعاب الفيديو كابكوم، بما في ذلك قتال الشوارع ومطاردون الظلام ورجال ميغا. كما تقدم اللعبة ثلاث شخصيات أصلية: (أميغو وهو مخلوق يشبه الصبار وروبي هارت وهو قرصان جوي يتحدث الفرنسية؛ وسون سون وهي فتاة قرد متمرسة وحفيدة بطل الرواية من لعبة أركيد كابكوم سون سون عام 1984. في إصدار الآركيد من مارفل ضد كابكوم 2، يتم إطلاق نصف الشخصيات في البداية - منذ البداية بينما يتم إطلاق النصف الآخر مع زيادة الإيرادات، بينما في إصدارات وحدة التحكم من مارفل ضد كابكوم 2، تتوفر 24 شخصية من البداية، بينما يجب فتح ال32 المتبقية باستخدام نقاط الخبرة؛ ومع ذلك، في منافذ إكس بوكس وإكس بوكس360 وبلاي ستيشن3، يتم فتح جميع المقاتلين في البداية.

## التطوير
في 1 ديسمبر 1999، أعلنت كابكوم أن تكملة مارفل ضد كابكوم: صراع الأبطال الخارقين، بعنوان مارفل ضد كابكوم2: عصر الأبطال الجديد، قيد التطوير. تم تطويره من أجل لوحة Sega NAOMI ودريم كاست، وهي المحاولة الأولى لكابكوم في لعبة قتالية خارج أنظمة أجهزة CPII وIII. كانت اللعبة هي الأولى في سلسلة مارفل ضد كابكوم، التي تجمع بين النقوش المتحركة ثنائية الأبعاد المرسومة يدوياً على خلفيات ثلاثية الأبعاد. تم الكشف عن أن الإصدارين اليابانيين والأركيد من اللعبة متوافقان مع دريم كاستVMU. كان اللاعبون قادرين على توصيل VMU الخاصة بهم بإصدار الممرات لتبادل البيانات، وكسبهم نقاط خبرة يمكن استخدامها لإلغاء تأمين شخصيات ومراحل وألوان أزياء جديدة في الإصدار المنزلي. تضمن نظام التجربة ثلاثة أنواع من النقاط: «إن بوينت»، المكتسبة من خلال اللعب من خلال إصدار الممرات «دي بوينت»، المُكتسبة من خلال تشغيل إصدار دريم كاست و«في بوينت»، تم الحصول عليها من خلال اللعب الجماعي عبر الإنترنت. تميزت اللعبة باللعب عبر الإنترنت بين جهازي تحكم دريم كاست من خلال شبكة متخصصة تُعرف باسم «خدمة المباراة». وهي الخدمة التي طورتها (كابكوم وكي دي دي كورب)، استخدمت تقنية مطورة من قِبل كي دي دي تسمى «البيانات عند الطلب» كأساس، والتي قدمت معدلات نقل أقل من 70 مللي ثانية. تمت إزالة هذه الميزات في جميع الموانئ المحلية والدولية المستقبلية من مارفل ضد كابكوم 2.
خلال مؤتمر صحفي قبل معرض الترفيه الإلكتروني 2002، كشفت كابكوم النقاب عن خططها لجلب مارفل ضد كابكوم 2 إلى أجهزة بلاي ستيشن 2 وإكس بوكس. في حين أن إصدار بلاي ستيشن 2 سمح للاعبين بالتنافس ضد بعضهم البعض عبر اتصالات مودم يو أس بي، فإن إصدار إكس بوكس لا يتميز بدعم إكس بوكس لايف. مرة أخرى، لم يكن اللعب الجماعي عبر الإنترنت متاحاً خارج اليابان. تم إيقاف الخدمة عبر الإنترنت عندما بدأت كابكوم في إلغاء دعم الاتصال الهاتفي في عام 2004.
بعد النجاح التجاري والنقدي الذي حققته لعبة (سوبرستريت فايتر2 توربوHD ريمكس) في عام 2008، صرحت كابكوم عن نواياها في الاستمرار في إجراء عمليات إعادة تشكيل عالية الدقة لألعابها السابقة. عندما سُئل على وجه التحديد عن مارفل ضد كابكوم 2، أشار نائب رئيس تطوير الأعمال والتخطيط الاستراتيجي في كابكوم «كريستيان سفينسون»، إلى أن اللعبة كانت العنوان الأكثر طلباً من قبل المشجعين. في 27 أبريل 2009، أعلنت مارفل وكابكوم معاً أن مارفل ضد كابكوم 2 ستأتي إلى إكس بوكس 360 من خلال إكس بوكس لايف أركيد وبلاي ستيشن 3 من خلال متجر بلاي ستيشن.  تم إصدار عرض توضيحي في 30 أبريل حصرياً لشبكة بلاي ستيشن. عندما سُئل عن عدم وجود منفذ (وي-Wii)، صرح «سفنسون» أن كابكوم لم تتمكن من إطلاق اللعبة على وحدة التحكم بسبب قيود الترخيص وحد حجم ملف (وي واير).
تم تطوير منافذ بلاي ستيشن 3 وإكس بوكس 360 بواسطة باك بون لوسائل الترفيه، الذي عمل سابقاً مع كابكوم في سوبر ستريت فايتر 2 توربو إتش دي ريمكس. تم بناء اللعبة باستخدام قاعدة رمز من إصدار دريم كاست الأصلي.  استخدمت وظائف الإنترنت في مارفل ضد كابكوم 2 نفس رمز الشبكة من سوبر ستريت فايتر 2 توربوHD ريمكس. تضمنت التغييرات الإضافية لإصدارات بلاي ستيشن 3 وإكس بوكس 360 خيارات تصفية متنوعة للعفاريت المتحركة، المسمى هش وناعم وكلاسيك. تم تنفيذ دعم الشاشة؛ منذ أن تم تصميم  مارفل ضد كابكوم 2 في الأصل مع نسبة عرض إلى ارتفاع 4: 3، تمكن المطورون من توسيع مجال رؤية الكاميرا. أضافت المنافذ أيضاً عناصر تحكم بمستوى صوت الموسيقى المستقلة ودعماً للموسيقى التصويرية المخصصة. عرضت كابكوم شريطاً موسيقياً للهيب هوب يمكن تنزيله مجاناً كموسيقى تصويرية بديلة للعبة.
في أبريل 2012 أعلنت كابكوم عن إطلاق مارفل ضد كابكوم 2 لأجهزة آي أو إس. قامت كابكوم بإنشاء تكوينات تحكم لشاشات اللمس لـأجهزة آيفون وآي باد. يمكن للاعبين الاختيار بين التخطيط القياسي المكون من ستة أزرار، أو مخطط التحكم المدمج بأربعة أزرار مع «عناصر التحكم في النقر». في حين أن اللعبة لا تدعم اللعب عبر الإنترنت، حيث يتوفر خيار فيرسوس عبر البلوتوث.

## الإصدار
مارڤل ضد كابكوم 2: عصر الأبطال الجديد
مارڤل ضد كابكوم 2: عصر الأبطال الجديد ظهر لأول مرة في الأروقة اليابانية على منصة Sega NAOMI في أوائل عام 2000. تم إصدار اللعبة بعدها على دريم كاست في اليابان في 30 مارس 2000، وأمريكا الشمالية في 29 يونيو؛ أما النسخة الأوروبية، التي تم إصدارها في 16 يوليو، تم نشرها بواسطة فيرجن التفاعلية. تم نقل مارفل ضد كابكوم 2 إلى بلاي ستيشن 2 في 19 سبتمبر 2002 في اليابان و19 نوفمبر في أمريكا الشمالية و29 نوفمبر في أوروبا. تم إطلاق إصدار إكس بوكس جنباً إلى جنب مع نظيره بلاي ستيشن 2 في اليابان في 19 سبتمبر 2002، والذي تم إصداره لاحقًا في أمريكا الشمالية في 30 مارس 2003.  ثم تم إصداره دولياً من خلال إكس بوكس لايف آركيد في 29 يوليو 2009، ولشبكة بلاي ستيشن في 13 أغسطس. أخيراً، أصبحت اللعبة متاحة لأجهزة آي أو إس في 25 أبريل 2012.
في 15 ديسمبر 2013، أعلنت كابكوم أن مارفل ضد كابكوم 2 ستتم إزالته من إكس بوكس لايف آركيد ومتاجر بلاي ستيشن وشبكات بلاي ستيشن في نهاية الشهر، بعد انتهاء الصلاحية الظاهر لعقود ترخيص كابكوم مع مارفل كوميكس. تم سحب اللعبة من شبكات بلاي ستيشن في 17و19 ديسمبر في أمريكا الشمالية وأوروبا على التوالي، ومن إكس بوكس لايف أركيدعالمياً في 26 ديسمبر. في النهاية، تم حذف إصدار آي أو إس أيضاً من أبل أب ستور.

## الإقبال
عند الإصدار، تلقت مارفل ضد كابكوم 2 عصر الأبطال الجديد، تقييمات إيجابية لأسلوب اللعب المحموم والخلفيات والصور المفصلة والمجموعة الهائلة من الشخصيات القابلة للعب. في اليابان، أدرجتها آلة اللعبة في عددها الصادر في 15 أبريل 2000 على أنها أكثر ألعاب الأركيد نجاحاً لهذا العام. أشاد "أنوب غنتايات" من آي جي إن باللعبة لنظامها القتالي المتقن، على الرغم من مستوى الجنون الهائل فيها، ووصفها بأنها "واحدة من أفضل ألعاب القتال الموجودة هناك". أشادت غيم ريفليوشين باللعبة لقائمة الشخصيات والأكشن المجنون، مدعية أن كابكوم صنعت تكملة ممتازة من خلال الجمع بين "أسلوب اللعب الخالد، وطاقم العمل، والطاقة المفرطة". كما أشاد الموقع بالرسومات لإنشاء أعجوبة رسومية 2.5D تمثل حلوى للعيون". أشاد جيف غيرستمان من غيم سبوت بنظام التحكم الجديد وإضافة قتال ثلاثة ضد ثلاثة. وخلص إلى أن عُشاق المباريات السابقة سيكونون سعداء بالتغييرات التي تم إجراؤها في لعبة مارفل.[بحاجة لمصدر]
تم انتقاد إصدارات دريم كاست وبلاي ستيشن 2 وإكس بوكس المبكرة من مارفل ضد كابكوم 2 بسبب افتقارها إلى الدعم عبر الإنترنت خارج اليابان. علق «جيرستمان» بأن تعدد اللاعبين عبر الإنترنت كان سيضيف الكثير إلى جاذبية اللعبة. في مراجعة إكس بوكس الخاصة به، كان «آرون بيلدينغ» من IGN حرجاً بشكل خاص بشأن استبعاده، مشيراً إلى فشل كابكوم في الوفاء بوعدها بدعم إكس بوكس لايف كسبب لدرجاته المنخفضة. ومع ذلك، بعد إصدار منافذ بلاي ستيشن 3 وإكس بوكس 360، أشاد النُقاد باللعبة لتقديمها تجربة سلسة متعددة اللاعبين عبر الإنترنت. وأشاد «توفر» من Destructoid بأداء الشبكة ووصفها بـ «المتميز» و «الخالية من العيوب». صرح «وسلي ين-بول» من فيديو جيمر.كوم أن إضافة اللعب عبر الإنترنت جعلت اللعبة «عملية شراء أساسية».
عبر جميع المنصات، استشهد العديد من المراجعين بالموسيقى التصويرية المستوحاة من موسيقى الجاز باعتبارها أكبرعيب في اللعبة. وصف «جيريمي دنهام» من IGN الموسيقى بأنها «مروعة للغاية»، مشيراً إلى أن «موسيقى الصالة الجازية والإيقاعات السريعة» لم تتناسب مع الحركة على الإطلاق. أعرب «مارتن تايلور» من يورو غيمر عن خيبة أمله من أن الذوق البصري للعبة كان مدعوماً «بموسيقى تصويرية مروعة ومرتفعة ذات جودة عالية وتأثيرات صوتية منخفضة الجودة». شاركت غيم ريفليوشين المشاعر، معلنة أنها «من أعرق الموسيقى التي سمعتها على الإطلاق».
بمراجعة إصدار دريم كاست، كتب «بلاك فيشر» من نكست جنريشن أنه «بشكل عام، هذه أفضل تجربة قتال ثنائية الأبعاد متوفرة على وحدة تحكم، إذا كان لديك دريم كاست ولا يمكنك انتظار SF: Third Strike، فهذه هي اللعبة التي يجب أن تحصل عليها». كانت اللعبة في المركز الثاني لجائزة غيم سبوت السنوية«أفضل لعبة قتالية»، والتي ذهبت إلى كابكوم ضد SNK معركة الألفية 2000 على مر السنين منذ صدوره، تم تضمين مارفل ضد كابكوم 2 بشكل متكرر من قبل العديد من النقاد في قوائمهم لأفضل ألعاب القتال على الإطلاق، بما في ذلك (سكرو أتاك) في غيم تريلرز في عام 2007، حيث احتلت المركز الثاني، وفيرجين ميديا في عام 2009 حيث وضعت في المركز الثالث. تم إعلانها كأفضل لعبة قتال ثنائية الأبعاد من قبل كومبلكس في عامي 2011 و2013. في عام 2013 تم تسمية اللعبة أيضاً على أنها أكثر ألعاب فيديو مارفل شهرة من قِبل نيردست. في عام 2010، اختارتها غيم برو أيضاً كأفضل لعبة بلاي ستيشن 2 رقم 33 على الإطلاق. باعت إصدارات بلاي ستيشن وإكس بوكس 360 من اللعبة 1.4 مليون وحدة قبل إزالتها في 15 ديسمبر 2013.

## تتمة
بعد إصدار مارفل ضد كابكوم 2: عصر الأبطال الجديد ، لم تتمكن كابكوم من الاحتفاظ بترخيص مارفل كوميكس بسبب مشكلات قانونية تتعلق بحقوق النشر، مما أدى إلى توقف السلسلة إلى أجل غير مسمى. ومع ذلك، في 20 أبريل 2010، بعد عشر سنوات من الظهور الأصلي للعبة، أعلنت كابكوم عن تطوير تكملة ل: مارفل ضد كابكوم 3 عصر الأبطال الجديد. ترأس «ريوتا نيتسوما» إنتاج مارفل ضد كابكوم 3، الذي عمل سابقاً مع كابكوم في تاتسونكو مقابل كابكوم: التيميت اول ستارز. في حين أنها تستخدم ميكانيكا لعبة مشابهة إلى حد كبير لـمارفل ضد كابكوم 2، فإن التتمة تتميز بأساليب لعب جديدة مصممة للقادمين الجدد إلى نوع لعبة القتال، مثل إضافة نظام تحكم مبسط بثلاثة أزرار. تم إصدار مارفل ضد كابكوم 3 في فبراير 2011 لجهازي بلاي ستيشن 3 وإكس بوكس 360.